# Теракт в Бани-Сааде
Теракт в иракском Бани-Сааде произошёл 17 июля 2015 года приблизительно в 8 часов по местному времени во время празднования священного месяца Рамадан. 120 или 130 человек были убиты и не менее 130 ранены. Бани-Саад расположен в 20 километрах от столицы страны Багдада.
В день окончания священного для мусульман месяца Рамадана на переполненном людьми рынке был взорван грузовик для перевозки льда. В грузовике, по некоторым данным, находилось три тонны взрывчатки. Бомбу привёл в действие террорист-смертник. Среди погибших было 15 детей. Сила взрыва была такой, что части тел погибших людей разбросало по крышам окрестных домов.
Ответственность за теракт в Бани-Сааде официально взяла на себя группировка Исламское государство.

## Международная реакция
Президент России Владимир Путин выразил соболезнования властям Ирака, семьям погибших и пострадавшим. Президент подтвердил неизменную поддержку и солидарность с иракским народом в его длительной и тяжёлой борьбе с экстремизмом.
Генсек ООН Пан Ги Мун осудил теракт и выразил надежду, что все виновные в преступлении будут привлечены к ответственности.